# Lista de denominações protestantes no Brasil
Esta é uma lista de denominações protestantes no Brasil. Esta não é uma lista de igrejas protestantes locais, mas sim dos principais conjuntos de igrejas (denominações) protestantes do Brasil. Por favor, não inserir nomes de igrejas locais. Com isso, não se menospreza a importância das igrejas locais mas é conveniente não tornar esta lista longa e exaustiva dado a extensão territorial brasileira e sua grande quantidade de igrejas.
O protestantismo não representa uma organização uniforme de fiéis mas sim uma tradição religiosa que se dividiu por diversas vezes desde a reforma protestante, sendo regularmente analisado a partir de suas grandes famílias denominacionais. Cada movimento protestante desenvolveu-se e muitos formaram subdivisões em função de questões teológicas e doutrinárias.

## Protestantismo histórico
Denominações protestantes no Brasil (2010)

### Luteranos
- Igreja Evangélica de Confissão Luterana no Brasil[5]
- Igreja Evangélica Luterana do Brasil[6]
- Igreja Evangélica Luterana Independente[7]

##### Cariz pentecostal
- Igreja da Renovação Luterana do Brasil[8]
- Igreja Luterana Renovada[9]

### Anglicanos
- Igreja Episcopal Anglicana do Brasil[10]
- Igreja Anglicana no Brasil[11]
- Igreja Anglicana Ortodoxa no Brasil[12]

#### Cariz fundamentalista
- Igreja Anglicana Reformada do Brasil[13]

### Calvinistas clássicos (igrejas reformadas)
- Igrejas Evangélicas Reformadas no Brasil[14]
- Igrejas Reformadas do Brasil

### Anabatistas
- Igreja Missionária Unida no Brasil[15]
- Convenção das Igrejas Evangélicas Irmãos Menonitas no Brasil[16]
- Associação das Igrejas Menonitas do Brasil[17]
- Igreja Bíblica Anabatista[18]

## Protestantismo tardio

### Presbiterianos
- Igreja Presbiteriana do Brasil[19]
- Igreja Presbiteriana Independente do Brasil[20]
- Igreja Indígena Presbiteriana do Brasil[21]
- Igreja Presbiteriana Coreana Americana
- Igreja Presbiteriana de Formosa no Brasil
- Igreja Presbiteriana Reformada do Brasil

##### Cariz fundamentalista
- Igreja Presbiteriana Conservadora do Brasil[22]
- Igreja Presbiteriana Fundamentalista do Brasil[23]
- Igreja Presbiteriana Reformada - Presbitério de Hanover

##### Cariz liberal-ecumênica
- Igreja Presbiteriana Unida do Brasil[24]

##### Cariz pentecostal
- Igreja Presbiteriana Renovada do Brasil[25]
- Igreja Presbiteriana Reformada Avivada do Brasil
- Igreja Cristã Presbiteriana Pentecostal

###### Cariz neopentecostal
- Igreja Evangélica Cristã Presbiteriana[26]
- Igreja Presbiteriana Pentecostal
- Igreja Cristã Presbiteriana[27]
- Igreja Presbiteriana da Graça
- Igreja Presbiteriana Avivada Para as Nações

### Congregacionalistas
- Igreja Cristã Evangélica do Brasil[28]
- União das Igrejas Evangélicas Congregacionais do Brasil[29]
- Igreja Evangélica Congregacional do Brasil[30]
- Aliança das Igrejas Evangélicas Congregacionais do Brasil
- Aliança das Igrejas Evangélicas Congregacionais Brasileiras,[31]

Cariz fundamentalista
- Igreja Puritana Reformada no Brasil[32]

### Batistas
- Convenção Batista Brasileira[33]

#### Cariz sabatista
- Igreja Batista do Sétimo Dia[34]
- Igrejas Batistas do Sétimo Dia Renovadas

#### Cariz fundamentalista
- Associação de Igrejas Batistas Regulares do Brasil[35]
- Convenção Batista Conservadora[36]

Cariz liberal-ecumênica
- Aliança de Batistas do Brasil[37]

Cariz arminiana
- Aliança Batista Livre do Brasil[38]

#### Cariz calvinista
- Convenção Batista Reformada do Brasil

#### Cariz pentecostal
- Convenção Batista Nacional[39]
- Igrejas Batistas Independentes no Brasil[40]

Cariz neopentecostal
- Igreja Batista da Lagoinha[41]

### Metodistas
- Igreja Metodista do Brasil[42]
- Igreja Metodista Livre
- Igreja do Nazareno[43]
- Exército de Salvação[44]

#### Cariz pentecostal
- Igreja Metodista Wesleyana

### Adventismo
- Igreja Adventista do Sétimo Dia
- Igreja Adventista do Sétimo Dia Movimento de Reforma
- Igreja de Deus do Sétimo Dia

#### Cariz pentecostal
- Igreja Adventista da Promessa[45]

## Movimento pentecostal

### Assembleias de Deus
- Convenção Geral das Assembleias de Deus no Brasil[46]
- Convenção Nacional das Assembleias de Deus no Brasil[47]
- Convenção da Assembleia de Deus no Brasil

Cariz neopentecostal
- Assembleia de Deus Vitória em Cristo

### Congregação Cristã
- Congregação Cristã no Brasil[48]

Cariz sabatista
- Congregação Cristã do Sétimo Dia

### Igrejas pentecostais independentes
- Igreja de Cristo no Brasil[49]
- Missão Evangélica Pentecostal do Brasil
- Igreja de Cristo Pentecostal Internacional[50]
- Igreja de Deus no Brasil
- Igreja de Deus em Cristo

### Segunda onda do movimento (deuteropentecostalismo)
- Igreja do Evangelho Quadrangular
- Igreja Evangélica Pentecostal O Brasil Para Cristo
- Igreja Cristã Pentecostal da Bíblia do Brasil[51]
- Igreja Pentecostal Deus é Amor
- Igreja Unida[52]
- Catedral da Bênção
- Igreja Cristã Maranata[53]
- Igreja Apostólica do Brasil[54]

#### Cariz calvinista
- Aliança das Igrejas Cristãs Nova Vida

### Terceira onda do movimento (neopentecostalismo)
- Shalom Comunidade Cristã[55]
- Igreja Universal do Reino de Deus
- Comunidade da Graça
- Igreja Internacional da Graça de Deus
- Comunidade Cristã Paz e Vida[56]
- Igreja Verbo da Vida[57]
- Igreja Apostólica Renascer em Cristo
- Comunidade Evangélica Sara Nossa Terra
- Igreja Apostólica Fonte da Vida
- Igreja Mundial do Poder de Deus
- Igreja Bola de Neve
- Igreja Família Viva
- Igreja Evangélica Transcultural

#### Cariz restauracionista
- Igreja de Deus Ministerial de Jesus Cristo Internacional
- Ministério Internacional da Restauração

#### Cariz calvinista
- Igreja Cristã Reformada Avivalista[58]

## Restauracionistas

### Movimento campbelita
- ICOC
- Igrejas de Cristo

## Outros movimentos cristãos
- Igreja Evangélica Brasileira
- Casa de Oração